# Contra: Shattered Soldier
Contra: Shattered Soldier (в Японії Shincontra (真 魂斗罗)) — відеогра жанру «біжи і стріляй» 2002-го року, частина серії Contra від Konami. Вона була розроблена командою Kijirushi, групою співробітників усередині KCET (Konami Computer Entertainment Tokyo). Гра повернулася до двовимірного стилю гри, використовуваного в серії до Contra: Legacy of War. Спочатку вона була випущена для PlayStation 2 в 2002 році, для PlayStation Network в 2012 році для Японії і 2013 для Північної Америки.
Shattered Soldier повернулася до класичної ігрової системи, використовуваної в серії до Contra: Legacy of War. У грі використовується вид збоку, але з використанням повністю тривимірної графіки, хоча деякі рівні мають вид ззаду і спереду, як у класичних іграх серії. Елементи керування та здібності персонажів схожі на ті, що були в Contra III: The Alien Wars та Contra: Hard Corps.
Ця частина сюжетно завершує історію боротьби людства з іншопланетянами, але не є останньою грою в серії на цю тему.

## Ігровий процес
Як і раніше, гравець керує бійцем, який біжить рівнем і знищує всіх ворогів зі стрілецької зброї. Істотною відмінністю Shattered Soldier від попередніх ігор серії є відсутність пауер-апів. Замість цього персонажі мають сталий набір з трьох видів зброї, які можуть вільно використовувати. Кожна зброя має два режими стрільби.
- Автомат  — при одиночному натисканні відповідної кнопки геймпада стріляє однією кулею чи автоматичним вогнем (англ. Machinegun). В зарядженому режимі, при довгому натисканні, викидає вперед снаряд, який вистрілює навколо багато куль (англ. Round Sweep).
- Вогнемет  — стріляє струменем полум'я при натисканні кнопки альтернативного вогню (англ. Fire Whip). В зарядженому режимі вистрілює потужний довгий струмінь (англ. Energy Shot).
- Гранатомет  — стріляє гранатами, які котяться по землі (англ. Diver Mine). В зарядженому режимі — багатьма самонавідними зарядами (англ. Homing Missiles).

Існує два рівня складності — легкий і нормальний. На легкому є 8 життів і 99 продовжень, але за будь-якої ефективності, граючи на ньому, не можна пройти всю гру повністю. Нормальний рівень має 3 життя і 3 продовження. Початково доступні перші чотири рівні, які можна проходити по одному, решта відкриваються при проходженні попередніх на високі оцінки. Додаткові життя можна отримати за перші 15000 очок і за кожні 20000 наступних.
Подібно до Contra: Hard Corps, Shattered Soldier має декілька закінчень. Проте, закінчення залежать не від вибору на певних етапах, а від вправності гравця. Гра має систему «Hit Rate», яка вимірює у відсотках кількість завданих гравцем ушкоджень ворогам. Кожна унікальна ціль на кожному етапі, будь то реальний ворог або об'єкт, збільшує цей показник. Високий коефіцієнт «Hit Rate», поряд з витратами життів та використанням продовжень, визначає закінчення і розблокування додаткових функцій.
Оцінки «Hit Rate»:
- 100 % = S
- 86-99 % = A
- 75-85 % = B
- 74 % і нижче = C

Гравець може повторити раніше пройдені етапи для досягнення більш високої оцінки, перш ніж грати п'ятий рівень (після цієї точки подальші рівні йдуть безперервно один за одним).

## Сюжет
У 2642 році Земля залишається покрита шрамами від попередніх конфліктів з прибульцями. 80 % населення планети загинули через несправність мережі магнітної зброї масового ураження. Білл Райзер, герой воєн з іншопланетянами, був притягнутий до відповідальності за інцидент, а також за вбивство свого партнера, Ленса Біна, який, за повідомленнями, намагався його зупинити. За це Білла було засуджено до 10 000 років замороження в кріогенній в'язниці.
Проте п'ять років по тому, в 2647, Земля стикається з іншою загрозою — терористичною організацією «Кривавий Яструб», яка поширює паніку по всьому світу. Правлячий уряд, Тріумвірат, вирішує звільнити Білла Райзера до завершення покарання, з урахуванням його попередніх успіхів у захисті Землі, в надії нейтралізувати терористів. Його напарником стає Люсія, солдат-кіборг, створена на основі досліджень професора Гео Мандрейка.
Люсію і Білла посилають в Африку, куди прибув лідер терористів проінспектувати свої війська. Герої борються з терористами і їхніми роботами, скоро зустрічаючи іншопланетних істот. Наприкінці шляху їх обстрілює вертоліт, який сам стає жертвою чудовиська-черепахи. Білл з Люсією вриваються в штаб терористів, де бачать живого Ленса, який і є лідером терористів. Ленс, пам'ятаючи дружбу з Біллом, дозволяє йому і Люсії піти, але ставиться до нього зверхньо за те, що Білл служить Тріумвірату. Після своєї промови Ленс телепортується зі штабу. Білл згадує, що 6 років тому поранений Ленс хотів йому щось сказати, але знепритомнів.
Наступною ціллю є поїзд з біологічною зброєю, який прямує до житлової зони в Росії. Хоча його добре охороняють, герої зупиняють поїзд. Терористи атакують Нью-Йорк. На нижніх рівнях міста доводиться боротися з іншопланетянами та крокуючим поїздом терористів. Тріумвірат після цього обговорює, що Білл і Люсія починають задавати зайві питання, а самим правителям людства варто бути обережнішими, оскільки Реліквія майже розшифрована.
Біля Японії терористи захоплюють глибоководну електростанцію і герої вирушають туди. Після цього їх посилають на архіпелаг, де вперше зустріли іншопланетян ще під час подій першої Contra. Саме там перебуває Ленс, котрий атакує героїв і повідомляє, що злився з прибульцем, демонструючи надлюдські можливості. Він переносить героїв в ілюзії, звідки вони з боєм вибираються. Якщо рівень пройдений на оцінку, нижчу «B», буде отримано закінчення 1.
Якщо гравець був вправним, Ленс розповідає чому став терористом: 20 років тому на Юпітері були знайдені сліди цивілізації Моіраї, яка правила галактикою задовго до появи людства. Моіраї покинули нашу галактику, лишивши на Юпітері Реліквію та «Червоного Яструба» для її охорони. Люди, знайшовши їхнє святилище, добули звідти Реліквію і доставили її на Землю, де Тріумвірат сподівався здобути з її допомогою цілковиту владу і могутність. За кілька років по тому на Землю прибув «Червоний Яструб», щоб повернути її в святилище. Це і були прибульці, з якими люди боролися минулі роки. Тріумвірат активував магнітну зброю, щоб усунути політичних та інших противників і правити світом, а вину поклав на Ленса.
Ленс помирає і тоді Білл з Люсією вирушають боротися з Тріумвіратом. Коли вони знаходять лиходіїв, ті вже отримують силу Реліквії, але відчувають, що навпаки слабнуть. Реліквія вбиває їх і змінює багато форм, атакуючи героїв. Зрештою вона вибухає, а Білл з Люсією уникають вибуху (Закінчення 2).

### Закінчення
- Закінчення 1: Ленс підриває себе, сказавши наостанок, що Білл надто сильний, тож скоро його «приберуть». В цей час постріл з орбітальної зброї за наказом Тріумвірату знищує архіпелаг.
- Закінчення 2: Герої приземляються у напівзруйнованому місті і стрибають до врятованих ними людей.

### Рівні
1. Fortress: літак персонажа падає біля військової бази терористів, якою персонаж пробираються до гір. Після цього він на сноуборді, борючись з чудовиськом, спускається до підніжжя, де стикається з босом, яким є бос-черепаха з Contra III: The Alien Wars.
2. Train: рівень складається з трьох секцій: битви з підводним човном (який трансформується в конвертоплан), з бронепоїздом, та з роботом біля основного вагона.
3. City: персонаж спускається на ліфті у підземний завод, зайнятий іншопланетянами, де стикається з роботизованим крокуючим потягом.
4. Seabed: персонаж верхи на ракеті переслідує робота в морі, після чого висаджується на платформі і спускається у підводну лабораторію. Наприкінці рівня він мусть перемогти рибу-чудовисько, внаслідок чого лабораторію затоплює .
5. Archipelago: цей рівень відкривається після 4-х попередніх при будь-якому результаті. Персонаж прибуває на острів, де бореться з іншопланетянами і терористами, а потім з Ленсом та насланими ним образами.
6. Sanctuary: відкривається, якщо пройти попередній на оцінку не нижчу, ніж «B». На літаку персонаж пробивається до порталу, що веде до Реліквії. Той змінює багато форм, поки не вибухає.
7. The Final Boss: персонаж повинен врятуватися від вибуху, відбиваючись від залишків Реліквії, які набувають вигляду суміші всіх попередніх форм.

## Персонажі
- Білл Райзер — герой воєн з прибульцями і один з головних героїв попередніх ігор серії Contra. Білл виходить з кріогенної в'язниці, куди потрапив за сфабрикованим звинуваченням, щоб перемогти нову терористичну організацію, яка загрожує світові.
- Люсія (Bionoid LCR) — жінка-кіборг і партнер Білла. Вона спочатку планувалося доктором Гео Мандрейком (персонаж Contra: Hard Corps), але він загинув, тому Люсія була завершена пізніше за підтримки Тріумвірату.
- Ленс Бін — колишній партнер Білла і один з головних героїв попередніх Contra. Тепер він став командиром терористичної організації, однак, не без вагомих на те причин.
- Тріумвірат — троє людей, які продовжили своє життя за допомогою кібернетичних імплантатів і прагнуть отримати повну владу над світом. Вони є урядом Землі в 2647 році. Їхні імена: Гай, Нерон і Коммод.